# Thorleif Bache
Thorleif Bache (* 8. November 1880 in Lier, Norwegen, gestorben am 31. Mai 1964) war ein norwegischer Pferdesportler, Skisportler und Geschäftsmann. 

## Werdegang
Thorleif Bache wurde 1880 als Sohn des Unternehmers, Konsuls und Zellulosefabrikanten Erik Bache geboren. Anfang des 20. Jahrhunderts studierte er an der Technischen Hochschule in Berlin. Im Anschluss war er kurz Manager einer Zellulosefabrik, bevor er als Geschäftsmann nach Argentinien ging, wo er sich auch als Pferdezüchter betätigte. 1919 kehrte er nach Norwegen zurück, um in der Mjøndalen Zellulosefabrik, die sein Vater bis dahin leitete, Disponent zu werden. Dies übte er bis 1957 aus, als er auch seinen Vorstandsvorsitz bei "Drammensvassdraget" beendete. Außerdem war er von 1936 bis 1940 Vorsitzender des norwegischen Zelluloseverbandes und von 1931 bis 1952 niederländischer Vizekonsul, wofür ihm der Orden von Oranien-Nassau verliehen wurde.
Nach der Rückkehr aus Argentinien wurde Bache zu einer wichtigen Person im norwegischen Pferdesport und sorgte als Züchter und Jockey unter anderem für den Bau zweier neuer Galopprennbahnen. Von 1945 bis 1957 war er unter anderem deshalb auch Vorsitzender des norwegischen Jockeyclubs.
Außerdem war Bache als Skisportler erfolgreich und gewann 1901 einen Wettbewerb der nordischen Kombination am Holmenkollen und 1902, während seiner Zeit in Deutschland die Deutschen Skimeisterschaften im Skilanglauf und im Skispringen.